# Marie Itzerott
Marie Itzerott (* 18. November 1857 in Kirchpolkritz; † nach 1916) war eine deutsche Dichterin und Dramatikerin.

## Leben
Marie Itzerott, geboren im November 1857 in Kirchpolkritz, nordöstlich von Hohenberg-Krusemark, wurde als Tochter des Pastors Karl Louis Itzerott geboren. Nach der Trennung einer nur kurzen währenden Ehe widmete sie sich dem Sprachstudium und machte in Berlin ihr Examen im Französischen, Englischen und Italienischen. Seit 1894 lebte sie in London und arbeitete als Lehrerin an einer deutschen höheren Töchterschule und englischen High School, wo sie das Schulfach Deutsch unterrichtete.
Seit Mitte der 1890er Jahre trat Marie Itzerott vermehrt mit belletristischen Werken an die Öffentlichkeit. 1896 veröffentlichte sie beim Verlag Drodtleff in Pressburg den Gedichtband Meine Lieder - Gedichte, 1897 folgte im selben Verlag der Band Ostern - Dichtung, 1898 erschien das Drama Ein Liebesopfer zu Toledo - Drama in 5 Aufzügen im Verlag Heitz in Straßburg. Im Jahr 1899 publizierte sie im selben Verlag das Drama Delila - Dramatisches Gedicht in 5 Aufzügen, was wohlwollende Kritiken erhielt. Im Jahr 1900 publizierte sie mit dem Buch Neue Lieder einen weiteren Gedichtband. Nach 1900 erschienen dann noch verschiedene Dramen jeweils im Verlag Heitz in Straßburg und im Verlag Schulze in Oldenburg. 
Als Textdichterin vertonten die Komponisten Max Reger, August Reuß oder Sigfrid Karg-Elert einige ihrer Lieder.
Die Sterbedaten von Marie Itzerott sind nicht überliefert.

## Schriften (Auswahl)

### Einzelbände
- „Meine Lieder - Gedichte“, (Lyrik), Verlag Drodtleff, Pressburg, 1896
- „Vier Tage aus dem Leben eines Gänsemädchens“, (Märchen), Verlag Drodtleff, Pressburg, 1896
- „Ostern - Dichtung“, (Lyrik), Verlag Drodtleff, Pressburg, 1897
- „Ein Liebesopfer zu Toledo - Drama in 5 Aufzügen“, (Drama), Verlag Schulze, Oldenburg, 1898
- „Delila - Dramatisches Gedicht in 5 Aufzügen“, (Drama), Verlag Heitz, Straßburg, 1899
- „Aglaia - Dramatisches Gedicht in 3 Akten“, (Drama), Verlag Schulze, Oldenburg, 1899
- „Neue Lieder“, (Lyrik), Verlag Schulze, Oldenburg, 1900
- „Frau Ada - Dramatische Studie in 1 Akt“, (Drama), Verlag Schulze, Oldenburg, 1900
- „Argari; aus einem Tagebuche“, (Tagebuch), Verlag Bruns, Minden, 1900
- „Dido - Drama in 4 Aufzügen mit einem Vorspiel“, (Drama), Verlag Schulze, Oldenburg, 1901
- „Sklavinnen - Lustspiel“, (Drama), Verlag der Dramaturgischen Anst, Weimar, 1902
- „Nora; oder, "Über unsere Kraft - Drama in 3 Aufzügen“, (Drama), Verlag Heitz, Straßburg, 1903
- „Schweigen; Vergilbte Blätter aus der Truhe meiner Urgrosstante“, (Tagebuch), Verlag Heitz, Straßburg, 1903
- „Noras Heimkehr - Drama“, (Drama), Verlag Heitz, Straßburg, 1904
- „Hilde Brandt - Schauspiel in 4 Aufzügen“, (Drama), Verlag Heitz, Straßburg, 1905
- „Die Weisshand - Ein dramatisches Gedicht in 5 Akten“, (Drama), Verlag Schulzesche Hof-Buchdruckerei, Oldenburg, 1916